# كريستين فوكسين
كريستين فوكسين (مواليد 29 ديسمبر 1986) هي لاعبة بوكر كندية محترفة.

## بداية حياتها
ولدت كريستين في سانت كاثرينز، أونتاريو. لقد استلهمت إلهامها من لاعبة البوكر المحترفة جنيفر هارمان، وكانت تشاهدها بانتظام في برنامج البوكر بعد حلول الظلام.

## رياضة البوكر
بدأت كريستين بلعب البوكر في سنتها الأولى في الكلية. بدأت اللعب عبر الإنترنت في عام 2006 تحت الاسم المستعاركريسىب 24 (بوكرستارز) وكريسى24 (بوكر الميل الكامل).
حققت كريستين نجاحًا كبيرًا في سوبرنوفا إيليت على بوكرستارز في أعوام 2011 و2012 و2013. وقد تطلب ذلك منها أن تلعب ما يقرب من 2.5 مليون توزيع ورق سنويًا. لقد ركزت ألعابها عبر الإنترنت على حصص تتراوح بين 1 دولار/ 2 دولار إلى 2 دولار/ 4 دولارات. تطلق كريستين على نفسها لقب "مطحنة في نهاية المطاف" نظرًا لحجم الأيدي التي تلعبها عبر الإنترنت. في عام 2013، فازت ببطولة هولدم بلا حدود للسيدات بقيمة 1000 دولار أمريكي في بطولة العالم للبوكر 2013، وربحت 173,922 دولارًا أمريكيًا.
في عام 2016، فازت كريستين بحدث مكافأة هولدم بلا حدود بقيمة 1,500 دولار أمريكي وحصلت على 290,768 دولارًا أمريكيًا. في نفس العام، وقعت مع بارتيبوكر. في أغسطس 2021، افترق كريستين وبارتي بوكر؛ لم يتم إعطاء أي سبب. أيضًا في أغسطس 2021، قالت كريستين إنها ستقاطع بطولة العالم للبوكر WSOP، بسبب موقفها ضد لقاح كوفيد-19.
كانت كريستين هي لاعبة البوكر النسائية الأعلى تصنيفًا في الدورات الحية في عام 2017 بإجمالي نقاط GPI يبلغ 2,627.75. لقد احتلت مرتبة أعلى من ماريا لامبروبولوس وماريا هو. جاء أكبر فوز لـ كريستين لعام 2017 في سلسلة WPT فايف دايموند لشهر ديسمبر في بيلاجيو. لقد انتصرت بكأس المركز الأول في حدث هولدم بلا حدود بقيمة 5200 دولار، متجاوزة ميدانًا مكونًا من 147 مقابل 199840 دولارًا.
في يناير 2018، ظهرت كريستين في لعبة البوكر بعد حلول الظلام في لعبة نقدية للسيدات فقط بعنوان أسبوع "المرأة القاتلة". ذهبت إلى الأحداث في أستراليا وأوروغواي، بينما فازت بسباق الوطنية العالية في ماكاو خلال شهر مارس مقابل 2،192،000 دولار هونج كونج (279،549 دولارًا أمريكيًا). على الطاولة النهائية، هزمت ديفيد بيترز برؤوسها لتتصدر ميدانًا مكونًا من 117 لاعبًا، والذين دخلوا جميعًا مقابل 80 ألف دولار هونج كونج لكل منهم.
واصلت كريستين نجاحه في عام 2019 بثمانية أموال نقدية مكونة من ستة أرقام لهذا العام. جاءت المباراة النهائية في نوفمبر بمبلغ 408000 دولار أمريكي كجزء من سلسلة بوكر ماسترز مع الفوز بالمركز الأول بعد مواجهة تشانس كورنوث. ساهمت جهودها في إنهاء عام 2019 بلقب GPI للسيدات للمرة الثالثة على التوالي (3175.37 نقطة).
مع تسبب جائحة كوفيد-19 في توقف دورات البوكر المباشرة في معظم عام 2020، شاركت كريستين في العديد من سلاسل البوكر عبر الإنترنت على مدار العام. لقد حصلت على أموال تسع مرات في سلسلة سوبر عالية الأسطوانة السلطانيةعبر الإنترنت، بما في ذلك نتيجة 236000 دولار مع المركز الثالث في حدث اشتراك بقيمة 25500 دولار.
فازت كريستين بسوارها الثالث في بطولة العالم للبوكر كجزء من سلسلتها عبر الإنترنت لعام 2020 بفوزها بمبلغ 356,412 دولارًا أمريكيًا في حدث هولدم 6 بلا حدود بقيمة 2500 دولار أمريكي. في عام 2023، أصبحت أول لاعبة تفوز بسوار بطولة العالم الرابعة للبوكر بفوزها بحدث هولدم خيالى 8 بلا حدود لعام 2023 على الإنترنت بقيمة 888 دولارًا أمريكيًا.
اعتبارًا من ديسمبر 2023، تجاوز إجمالي مكاسب كريستين في الدورات المباشرة 6,724,000 دولار.

## الحياة الشخصية
كريستين متزوج من زميله لاعب البوكر المحترف أليكس كريستين. 

## بطولة العالم للبوكر
| سنة  | حدث                                            | جائزة نقدية   |
| ---- | ---------------------------------------------- | ------------- |
| 2013 | بطولة هولدم بلا حدود للسيدات بقيمة 1000 دولار  | 173,922 دولار |
| 2016 | مكافأة بقيمة 1500 دولار بلا حدود في لعبة هولدم | 290,768 دولار |
| 2020 | 2500 دولار بلا حدود لعبة هولدم ذات 6 أيدي      | 356,411 دولار |
| 2023 | 888 دولارًا بلا حدود في لعبة هولدم 8            | 92,142 دولار  |